# 422 v.Chr.
Het jaar 422 v.Chr. is een jaartal volgens de christelijke jaartelling.

## Gebeurtenissen

### Griekenland
- De Atheense politicus Cleon beëindigt de wapenstilstand tussen Athene en Sparta. Hij leidt een strafexpeditie naar Thracië.
- Slag bij Amphipolis: Het Spartaanse leger onder Brasidas verslaat de Atheners, Cleon en Brasidas sneuvelen beide tijdens het ontzet van Amphipolis.
- Hyperbolus neemt na de dood van Cleon de leiding over van de Atheense oorlogspartij.
- Aristophanes schrijft Sphekes (Wespen).

## Overleden
- Cleon, Atheens politicus en veldheer
- Brasidas, Spartaans veldheer